# Jan z Lancasteru
Jan z Lancasteru, vévoda z Bedfordu (John of Lancaster, 1st Duke of Bedford; 20. června 1389 – 14. září 1435) byl anglický princ, generál a státník, který během kritické fáze stoleté války velel anglickým armádám ve Francii. Bedford byl třetím synem anglického krále Jindřicha IV., bratr Jindřicha V. a působil jako regent Francie za svého synovce Jindřicha VI. Přes jeho vojenské a administrativní nadání se situace ve Francii v době jeho smrti vážně horšila.

## Život
Bedford byl schopný administrátor a voják a jeho efektivní vedení války přivedlo Angličany na vrchol jejich moci ve Francii. Po příchodu Johanky z Arku však nastaly potíže a jeho snahy byly dále mařeny domácími politickými rozpory a nestálostí klíčového spojence Angličanů, Burgundského vévodství. V posledních letech Bedfordova života se konflikt vyvinul v opotřebovací válku a jemu se stále méně dařilo získávat prostředky potřebné k pokračování bojů.
První Janovou manželkou byla Anna Burgundská, dcera Jana I. Burgundského; brali se 13. května 1423 v Troyes, Manželství bylo šťastné, i když bezdětné. Anna zemřela na mor v Paříži v roce 1432.
Druhé manželství pak Jan uzavřel s Jacquettou Lucemburskou 22. dubna 1433 v Thérouanne v severní Francii. Toto manželství bylo také bezdětné, ačkoli Jacquetta pak měla ze svého druhého manželství s Richardem Woodvillem (později hrabětem Riversem) více než tucet dětí. Z nich nejstarší byla Alžběta Woodvillová, která se v roce 1464 stala královnou jako manželka Eduarda IV.
Bedford zemřel během sněmu v Arrasu v roce 1435, právě když se Burgundsko chystalo ustoupit od dohody s Anglií a uzavřít separátní mír s Karlem VII. Francouzským. Objevuje se v hrách Williama Shakespeara Jindřich IV, (1. část) a Jindřich IV, (2. část) jako Jan z Lancasteru a v Jindřichu V. a Jindřichu VI, (1. část) jako vévoda z Bedfordu.

Erb Jana z Lancasteru